# Eustenancistrocerus roubaudi
Eustenancistrocerus roubaudi är en stekelart som först beskrevs av Joseph Charles Bequaert 1916.  Eustenancistrocerus roubaudi ingår i släktet Eustenancistrocerus och familjen Eumenidae. Inga underarter finns listade i Catalogue of Life.